# ونکتپور
ونکتپور (به انگلیسی: Venkatapur) یک روستا در هند است که در تلانگانا واقع شده‌است.